# Bojangles' Coliseum
Bojangles Coliseum je víceúčelová aréna nacházející se v Charlotte ve státě Severní Karolína v USA. Otevření proběhlo v roce 1955, do současnosti proběhli čtyři renovace, největší v letech 1988–1993. Aréna je domovským stadionem týmu AHL Charlotte Checkers, který je farmou týmů NHL Florida Panthers a Seattle Kraken. Název arény je odvozen od sponsorské firmy Bojangles, která vlastní restaurace rychlého občerstvení.